# Toussaint Natama
Pour les articles homonymes, voir Natama.
Toussaint Natama est un footballeur burkinabè, né à Ouagadougou le 31 octobre 1982 et mort le 19 août 2024.
Joueur sélectionné en équipe nationale du Burkina Faso, il joue d'abord au Burkina Faso à l'Étoile filante de Ouagadougou puis à l’Ittihad d’Alexandrie en Égypte avant de se retrouver en Belgique où il a signé en 2014 avec Westerlo en D1.
Ayant une grande marge de progression, il a déjà à son actif, pour la seule phase aller de la Jupiler League de Belgique en 2004, 15 buts marqués.
Appelé en équipe nationale pour la préparation de la CAN Tunisie 2004 à Toulon en France, il se blesse lors d’un match amical des Étalons contre le Sili National de Guinée à la suite d'un choc lors d’un duel aérien avec le défenseur guinéen Dianbobo Baldé. Plongé dans le coma pendant deux semaines et souffrant par la suite d'un problème de motricité au niveau de son pied gauche, il est contraint à mettre un terme à sa carrière.